# Bulevardul Eroilor din Cluj-Napoca

Strada Deák Ferenc din Cluj (Bulevardul Eroilor), vedere dinspre Piaţa Ioan de Hunedoara (în prezent piețele Avram Iancu şi Ştefan cel Mare)

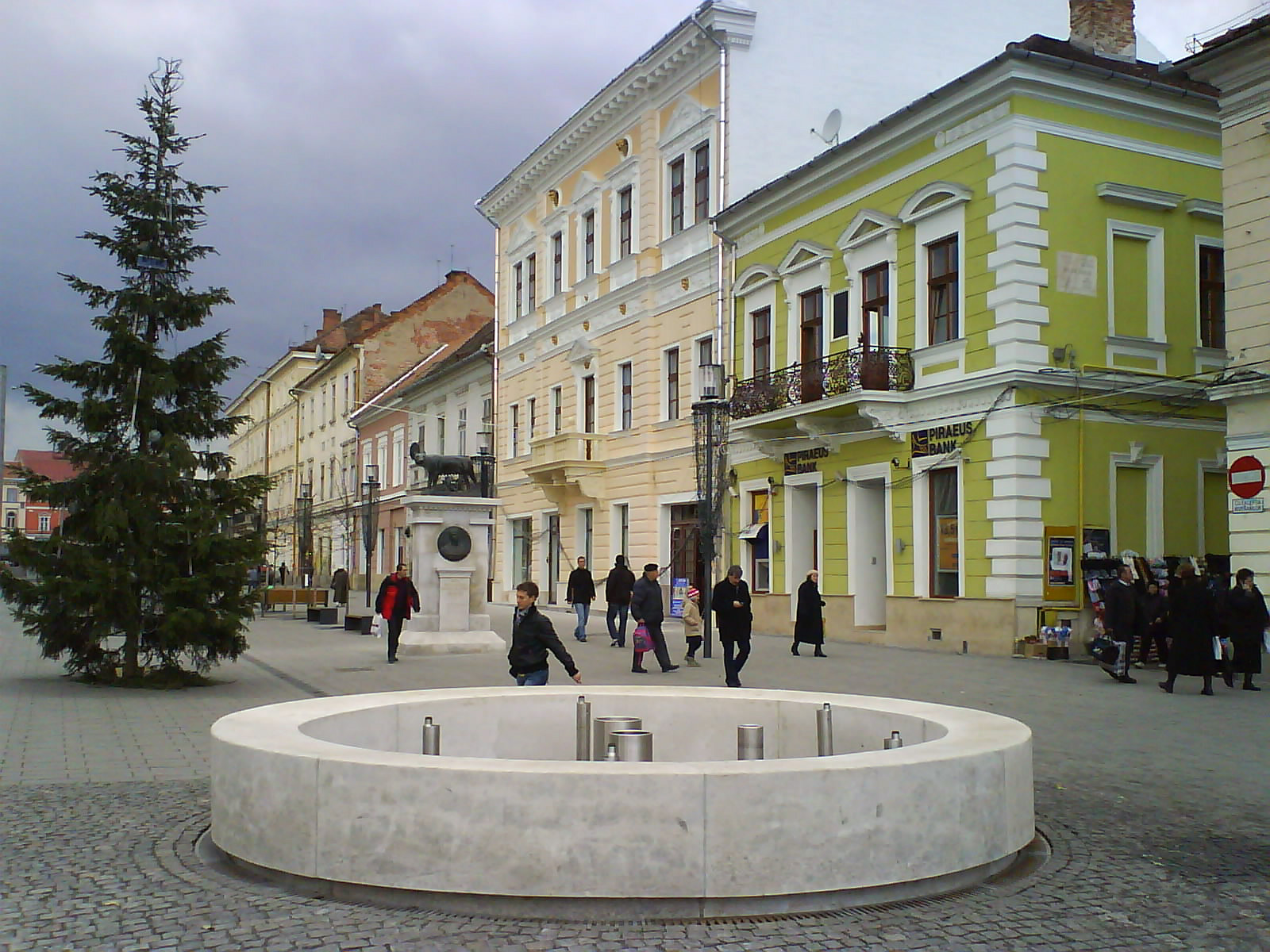
Partea pietonală a Bulevardului Eroilor, cu Statuia Lupa Capitolina și casa Bolyai (clădirea verde)

Bulevardul Eroilor este una dintre cele mai importante artere din Cluj-Napoca, România. 
De la sfârșitul secolului al XIX-lea și până în 1919 s-a numit Deák Ferenc utca, în traducere „ulița Ferenc Deák”. În perioada interbelică s-a numit strada Regina Maria, iar în perioada comunistă mai întâi strada Molotov, iar din anii '60, strada Dr. Petru Groza.
Pe parcursul lui 2006 a fost refăcută complet latura sudică a străzii, fiind deschisă pentru trafic la sfârșitul aceluiași an, în timp ce latura nordică a fost transformată în zonă pietonală în cursul anului 2007. Aceasta acțiune face parte dintr-un proiect mai amplu ce vizează și Piața Unirii. 
Strada este una dintre principalele artere comerciale din oraș. Pe bulevardul Eroilor se află și primul sediu central al Băncii Transilvania, care după mutarea centralei pe strada Barițiu a fost coborât la statutul de sucursală.
În zona pietonală Bulevardul Eroilor funcționează cel mai mare hotspot WiFi din România, unde orice utilizator de calculator portabil se poate conecta la internet instantaneu și gratuit.

## Galerie de imagini

Lucrări de amenajare (2006)
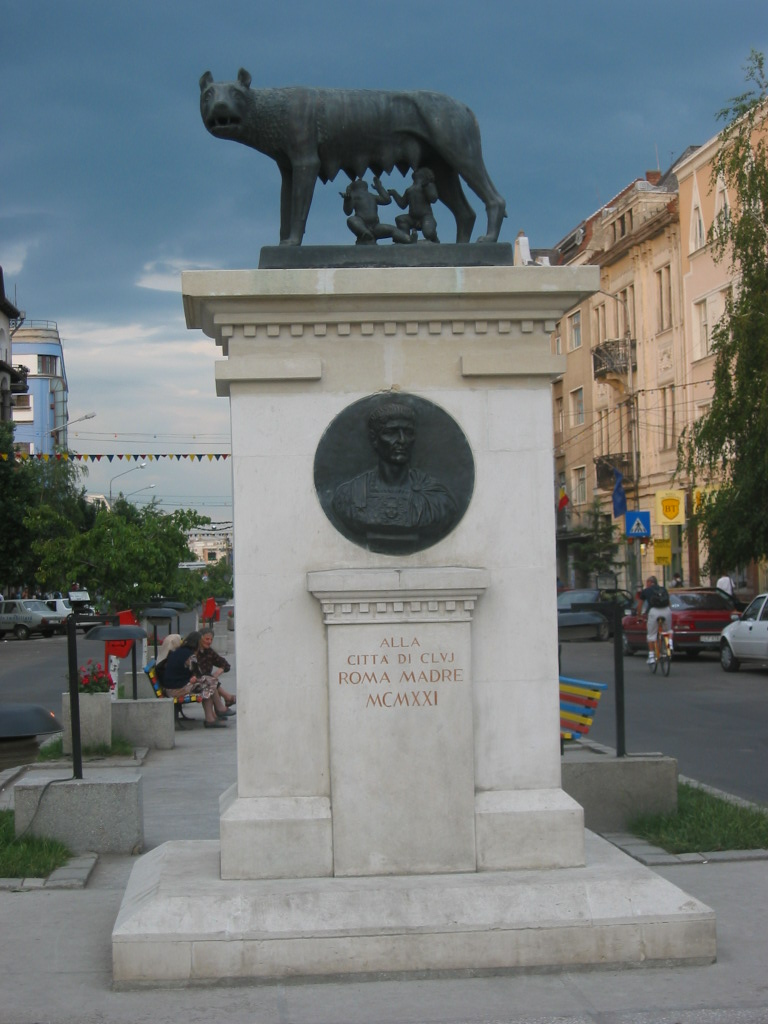
Statuia Lupa Capitolina
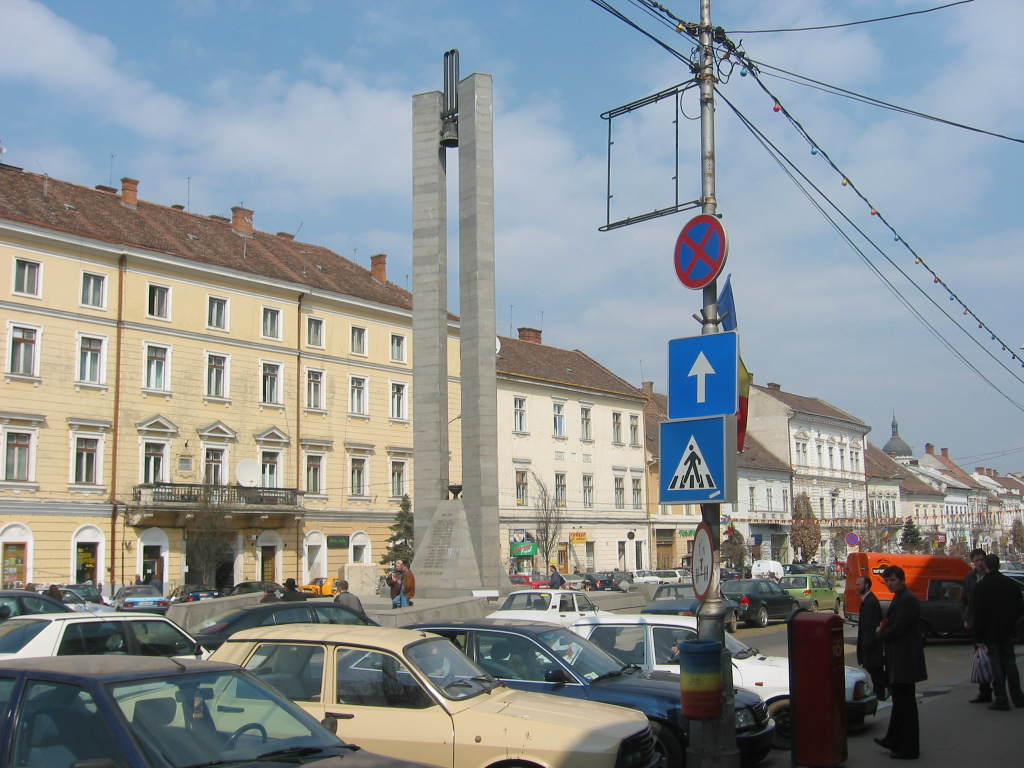
Monumentul Memorandiștilor
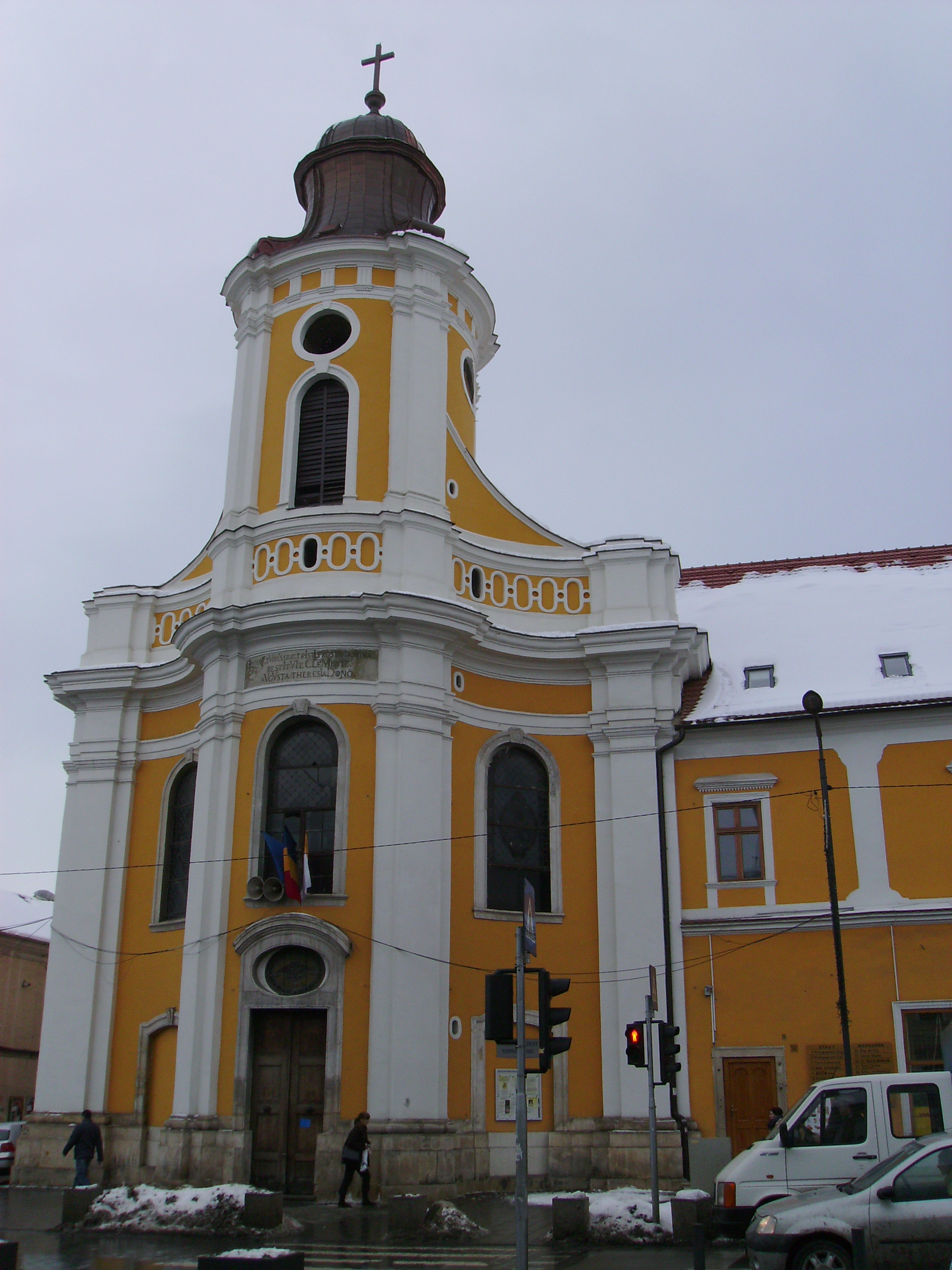
Catedrala Greco-Catolică "Schimbarea la Față"
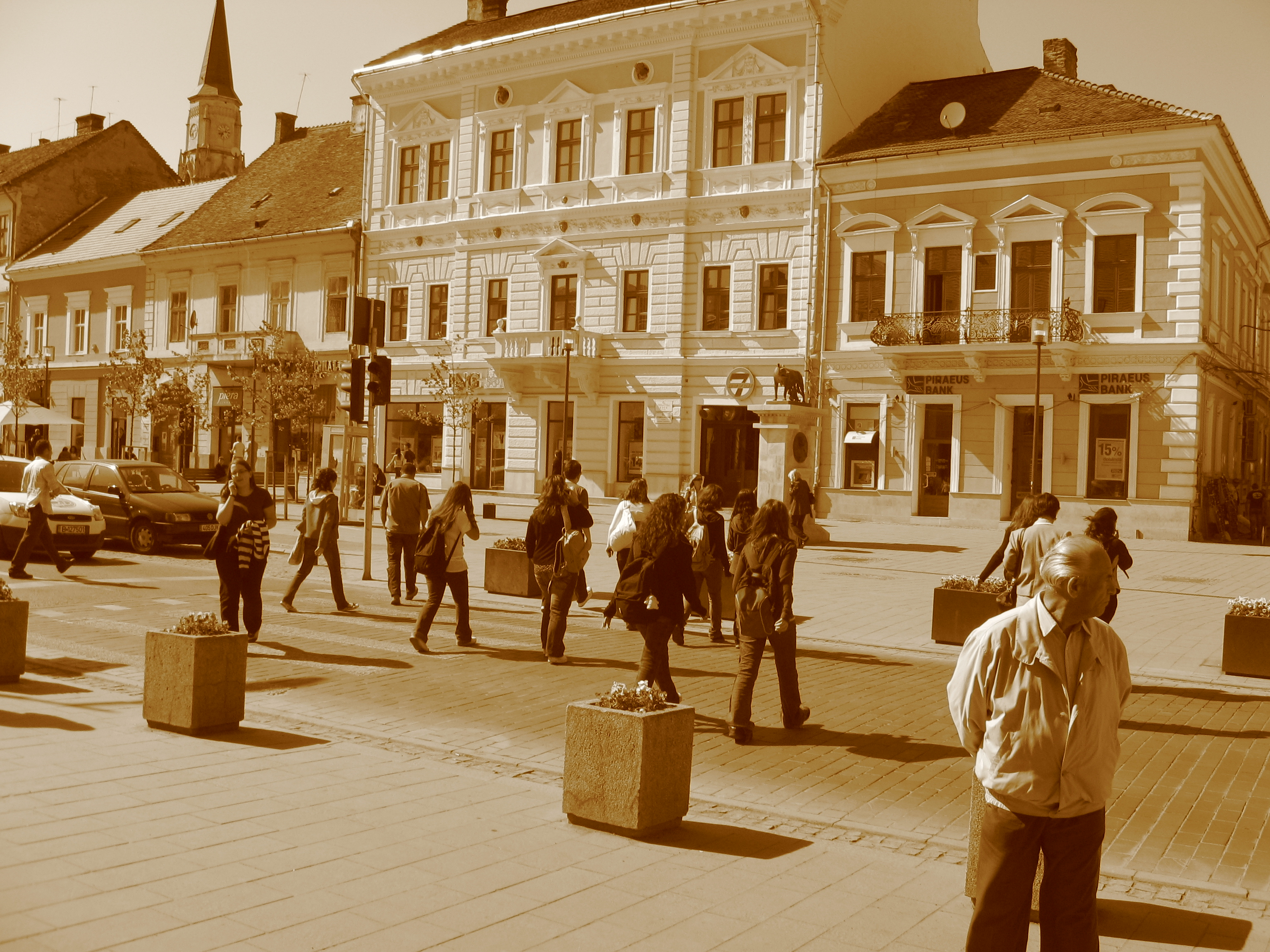
Trecere de pietoni (2009)

## Legături externe
- Un proiect de transformare a Pieței Unirii în zonă pietonală, locul II la concursul de soluții,2006
- Străzile Clujului medieval: B-dul Eroilor Arhivat în 26 decembrie 2010, la Wayback Machine.
- Obiective Bd. Eroilor Arhivat în 28 octombrie 2018, la Wayback Machine.
- Localizarea Bulevardului Eroilor pe harta Cluj-Napoca[nefuncțională]